# Ernest Renan
Joseph Ernest Renan (n. 28 februarie 1823, Tréguier, Bretagne, Franța – d. 2 octombrie 1892, Paris, Île-de-France, Franța) a fost un expert francez în limbile și civilizațiile ale Orientului Mijlociu, filozof și scriitor, fidel provinciei sale natale (Bretania). El este cunoscut în special pentru operele sale istorice despre începuturile creștinismului și despre teoriile sale politice, în special cu privire la naționalism și identitate națională.

## Viața lui Isus

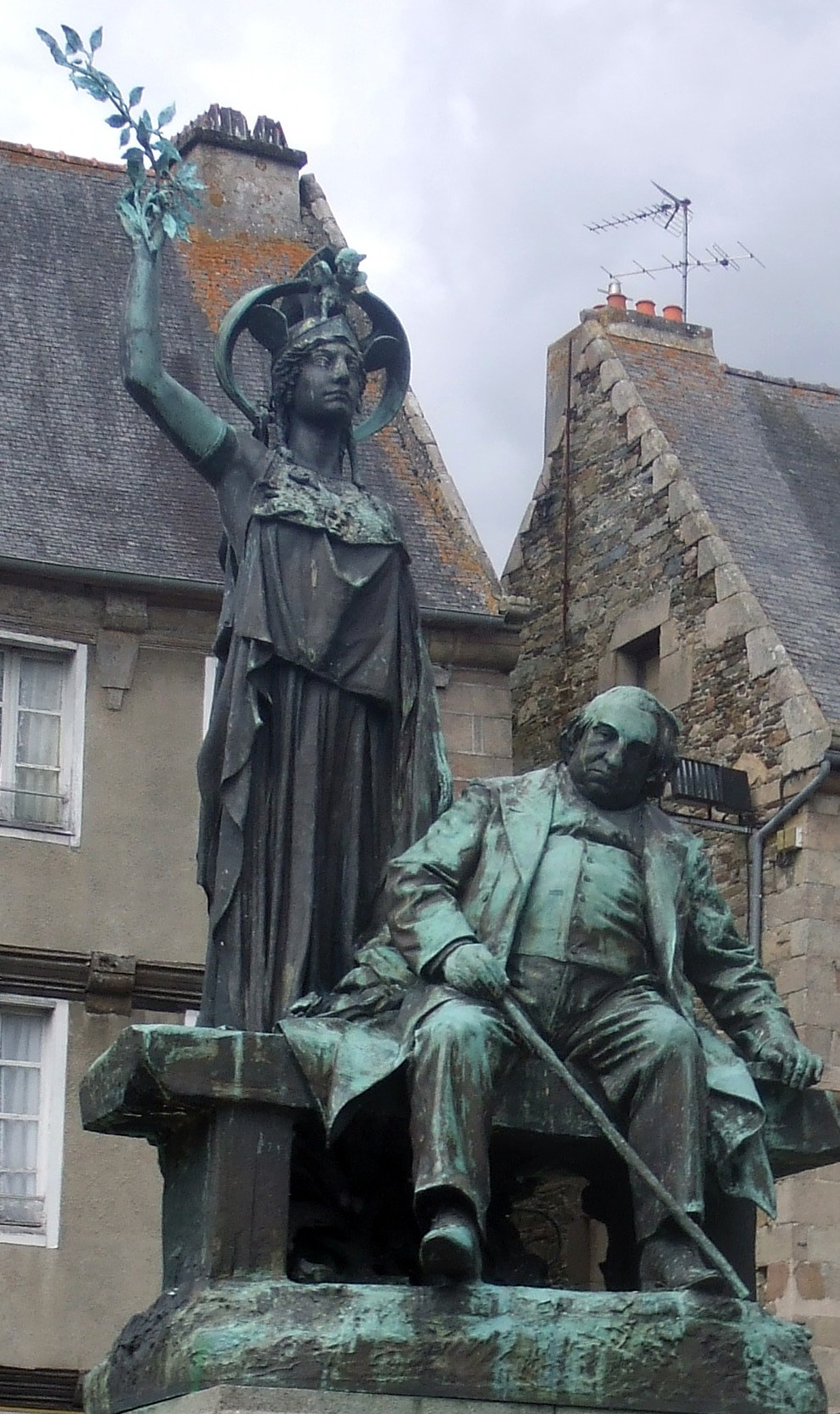
Statuia lui Ernest Renan din piața orașului Tréguier

De-a lungul vieții sale, Ernest Renan a fost vestit pentru lucrarea sa  enorm de populară Viața lui Isus⁠(d) (Vie de Jésus). Această carte a fost prima oară tradusă în engleză în 1863 de către Charles E. Wilbour și a fost în mod repetat retipărită în ultimii 145 ani. Cartea lui Renan a fost copleșită cu elogii ironice și critici de Albert Schweitzer în cartea sa Căutarea lui Isus cel istoric⁠(d).
Aserțiunile controversate ale cărții au fost că viața lui Isus trebuie descrisă la fel ca viața oricărei altei persoane istorice și că Biblia poate și trebuie să fie obiect al aceleiași examinări critice la care sunt supuse alte documente istorice. Aceste aserțiuni au cauzat oarece scandal și au atras furia multor creștini.